# Knud Romer
Knud Voll Romer Jørgensen född 1960 i Nykøbing Falster, är en dansk författare.
Knud Romer är utbildad inom litteraturvetenskap, men arbetar som reklamman.
1998 gjorde han sin litterära debut som medredaktör till antologin Din store idiot och gav år 2000 ut Guide til Københavns offentlige toiletter. 2006 gjorde han debut som romanförfattare med Den som blinker er bange for døden, som han fick BG Banks debutantpris för och 2007 Boghandlernes gyldne Laurbær samt Weekendavisens litteraturpris. Romanen beskriver författarens uppväxt i Nykøbing Falster med en dansk far och en tysk mor, Hildegard Voll, vars nationalitet gav upphov till problem och mobbning av deras son.
I Lars von Triers film Idioterna (1998) spelade Romer reklammannen Aksel.
Han är gift med violinisten Andrea Rebekka Alsted, med vilken han har en dotter.